# 彭泰 (洪武辛亥進士)
彭泰，字文淵，江西吉安府吉水縣人，明朝政治人物、同進士出身。

## 生平
鄉試第三名。洪武四年，會試三十四名，登進士三甲，授荊州府公安縣縣丞。